# NGC 176

NGC 176

 إن جي سي 176 أو NGC 176 هي مجرة في كوكبة الطوقان اكتشفت في 12 أغسطس 1834.

## روابط خارجية
- NGC 176 على موقع ويكي سكاي: DSS2, SDSS, GALEX, IRAS, Hydrogen α, X-Ray, Astrophoto, Sky Map, Articles and images